# Onthophagus martialis
Onthophagus martialis är en skalbaggsart som beskrevs av Antoine Boucomont 1914. Onthophagus martialis ingår i släktet Onthophagus och familjen bladhorningar. Inga underarter finns listade i Catalogue of Life.